# Dipterocarpus nudus
Dipterocarpus nudus — вид тропических деревьев из рода Диптерокарпус семейства Диптерокарповые. Один из немногих видов диперокарпусов, не относящийся к уязвимым видам.

## Описание
Высокое вечнозелёное дерево: высота ствола до 50 метров, диаметр до 1,3 метра. Крона темная и густая. Плод эллипсовидной формы, длиной до 2,5 см.

## Распространение
Dipterocarpus nudus — эндемик острова Калимантан. Встречается в разных местах на высоте до 600 метров над уровнем моря.